# Лафаєтт (округ, Міссісіпі)
Шаблон:StateAbbr_ 34°22′ пн. ш. 89°29′ зх. д. / 34.36° пн. ш. 89.49° зх. д.
Округ Лафаєтт (англ. Lafayette County) — округ (графство) у штаті Міссісіпі, США. Ідентифікатор округу 28071.

## Історія
Округ утворений 1836 року.

## Демографія
За даними перепису 
2000 року 
загальне населення округу становило 38744 осіб, зокрема міського населення було 19410, а сільського — 19334.
Серед мешканців округу чоловіків було 19048, а жінок — 19696. В окрузі було 14373 домогосподарства, 8318 родин, які мешкали в 16587 будинках.
Середній розмір родини становив 2,97.
Віковий розподіл населення поданий у таблиці:
| Стать    | До 15 років | 15-21 | 22-29 | 30-39 | 40-49 | 50-65 | 65-85 | Понад 85 |
| -------- | ----------- | ----- | ----- | ----- | ----- | ----- | ----- | -------- |
| Чоловіки | 3254        | 4009  | 3448  | 2365  | 2255  | 2160  | 1413  | 144      |
| Жінки    | 3041        | 4252  | 3127  | 2350  | 2308  | 2361  | 1888  | 369      |

## Суміжні округи
- Маршалл — північ
- Юніон — північний схід
- Понтоток — південний схід
- Калгун — південь
- Ялобуша — південний захід
- Пенола — захід
- Тейт — північний захід

## Виноски
1. ↑  https://lafayettems.com/history/
2. ↑  U.S. Decennial Census. United States Census Bureau. Архів оригіналу за 4 квітня 2018. Процитовано 6 листопада 2014.
3. ↑  Historical Census Browser. University of Virginia Library. Архів оригіналу за 11 серпня 2012. Процитовано 6 листопада 2014.
4. ↑  Population of Counties by Decennial Census: 1900 to 1990. United States Census Bureau. Архів оригіналу за 28 грудня 2014. Процитовано 6 листопада 2014.
5. ↑  Census 2000 PHC-T-4. Ranking Tables for Counties: 1990 and 2000 (PDF). United States Census Bureau. Архів оригіналу (PDF) за 18 грудня 2014. Процитовано 6 листопада 2014.
6. ↑  State & County QuickFacts. United States Census Bureau. Архів оригіналу за 7 червня 2011. Процитовано 15 серпня 2014.(англ.) Наведено за англійською вікіпедією.
7. ↑  American FactFinder. Бюро перепису населення США. Архів оригіналу за 26 лютого 2012. Процитовано 31 січня 2008.

| США | Це незавершена стаття з географії США. Ви можете допомогти проєкту, виправивши або дописавши її. |